# Johannes Petri (Jurist)
Johannes Petri (* 10. Mai 1873 in Odernheim am Glan, Pfalz; † 8. Februar 1960 in Nürnberg) war ein deutscher Verwaltungsjurist und Bezirksoberamtmann.

## Leben
Johannes Petri studierte bis 1897 Rechtswissenschaften an der Ludwig-Maximilians-Universität München (Mitglied im Corps Transrhenania) und leistete nach der ersten juristischen Staatsprüfung den dreijährigen Vorbereitungsdienst (Referendariat). 1900 folgte in Speyer das Große juristische Staatsexamen (Note II 11/40) mit anschließender Anstellung als Regierungsakzessist bei der Kammer der Finanzen. Zum 1. Oktober 1903 wurde er Assessor beim Bezirksamt Pegnitz, 1909 in Kaiserslautern und 1913 bei der Landesversicherungsanstalt Unterfranken. Am 1. Dezember 1917 wurde er als Bezirksamtmann mit der Leitung des Bezirksamtes Lichtenfels betraut. Dort im Januar 1921 zum Regierungsrat ernannt, blieb er bis zu seinem Wechsel in gleicher Funktion zum Bezirksamt Nürnberg am 1. März 1925. In Nürnberg, am 1. Oktober 1929 zum Oberregierungsrat befördert, war er bis zum Weggang in die staatliche Verwaltung zum 1. Februar 1934. Beim Oberversicherungsamt Nürnberg blieb er bis zu seiner Versetzung in den Ruhestand zum 16. Juni 1938.
Petri war Mitglied der Deutschnationalen Volkspartei und der  
Deutschen Demokratischen Partei.